# Aéroport d'Akulivik
L’aéroport d'Akulivik  ((code IATA : AKV • code OACI : CYKO)) est situé à 2,8 km au sud-ouest d'Akulivik, Québec, Canada.

## Opérateurs et destinations
| Compagnies | Destinations                                                                             |
| ---------- | ---------------------------------------------------------------------------------------- |
| Air Inuit  | Inukjuak, Ivujivik, Kuujjuarapik, Montréal (P.-E.-Trudeau), Puvirnituq, Salluit, Umiujaq |

Édité le 13/04/2025